# Białoruska Partia Agrarna
Białoruska Partia Agrarna (biał. Беларуская аграрная партыя, Biełaruskaja ahrarnaja partyja, ros. Белорусская аграрная партия, Biełorusskaja agrarnaja partija) – partia polityczna na Białorusi. Jej przewodniczącym jest Michaił Rusy, a organem kierowniczym – Centralna Rada. Zdaniem białoruskiego historyka Ihara Lalkoua, partia należy do tzw. partii-fantomów, których działalność ogranicza się do pracy ich liderów i pewnej szczątkowej aktywności w czasie kampanii wyborczych.

## Program
Deklarowanym celem partii jest wszechstronny udział jej członków w działalności organów władzy państwowej poprzez delegowanie swoich przedstawicieli do tych organów poprzez wybory; polityczna edukacja i wychowanie obywateli, kształtowanie i rozwój ich świadomości w duchu patriotyzmu i państwowości; wyrażanie opinii obywateli we wszelkich kwestiach życia społecznego i politycznego i kierowanie ich do świadomości szerokich mas społeczeństwa, organów władzy państwowej i organów samorządu lokalnego; udział w wyborach zgodnie z ustanowionym prawem; udział w przyjmowaniu i realizacji programów ekonomicznego i socjalnego rozwoju wsi; ochrona korzeni duchowych i zasad moralnych ludowego życia; rozwój wielowiekowego potencjału kultury materialnej i duchowej wsi białoruskiej.

### Polityka zagraniczna
Partia w swoim programie poświęca bardzo niewiele miejsca polityce zagranicznej. Pewne wnioski na temat jej propozycji w tym zakresie można wysnuć na podstawie Odezwy do narodu rosyjskiego opublikowanej w listopadzie 2004 roku. Odezwa podpisana została przez przewodniczących szeregu partii proprezydenckich, w tym Białoruskiej Partii Agrarnej. W dokumencie tym sygnatariusze jednoznacznie poparli integrację Białorusi i Rosji, w ostrych słowach krytykując Zachód i siły prozachodnie w kraju.
Zdaniem Ihara Lalkoua, partia we wszystkich aspektach życia społeczno-politycznego popiera stanowisko prezydenta Alaksandra Łukaszenki.

## Historia
Utworzona 13 czerwca 1992 roku jako Zjednoczona Agrarno-Demokratyczna Partia Białorusi (Abjadnannaja ahrarna-demakratycznaja partyja Biełarusi). Zarejestrowana 13 lipca 1992 roku. Na II zjeździe (28 stycznia 1994 roku) zmieniła nazwę na Białoruską Partię Agrarną. Pomyślnie przeszła obowiązkową ponowną rejestrację 22 września 1999. W wyborach parlamentarnych zdobywała kolejno następującą liczbę mandatów:
- wybory parlamentarne na Białorusi w 1995 roku – 34 mandaty;
- wybory parlamentarne na Białorusi w 2000 roku – 5 mandatów;
- wybory parlamentarne na Białorusi w 2004 roku – 3 mandaty;
- wybory parlamentarne na Białorusi w 2008 roku – 1 mandat (przewodniczący partii Michaił Rusy).

Wybory w latach 2000, 2004 i 2008 zostały uznane przez OBWE za niedemokratyczne, zatem ich oficjalne wyniki nie muszą odzwierciedlać rzeczywistego poparcia dla partii w białoruskim społeczeństwie.
12 czerwca 2009 roku Ministerstwo Sprawiedliwości Białorusi wystosowało wobec BPA pisemne ostrzeżenie, ponieważ partia nie przedstawiła informacji o swojej działalności, co ma w obowiązku robić każdego roku do dnia 1 marca. Drugą przyczyną było to, że regionalne oddziały partii nie uwzględniły zmiany nazwy partii, co było wielokrotnie zgłaszane jej kierownictwu. Zgodnie z białoruskim prawem w przypadku drugiego ostrzeżenia partia zostanie zlikwidowana.